# Nárcisztikus szülő
"A nárcisztikus szülő tipikus jellemzője, hogy gyermekéhez annak kizárólagos birtokosaként kötődik ... (és) különös féltékenységgel figyeli gyermeke önállóvá válásának folyamatát."
Ennek eredménye az a jelenség, amelyre a nárcisztikus kötődés, kodependencia, illetve társfüggőség kifejezést alkalmazzák — amelynek lényege, hogy abban a gyermek kizárólag a szülő érdekében létezik.

## Jellemzői
Míg a „megfelelő” szülő elég önbizalommal rendelkezik ahhoz, hogy teret engedjen gyermeke önállósodására, „a patologikusan nárcisztikus szülő igénye ... [lehet] hogy önmagasztalása érdekében egy bizonyos viselkedést erőszakoljon ki gyermekéből.” Így például „a visszatükrözésre alkalmatlan apa, aki saját énjének tökéletesítésével van elfoglalva, aki ... folyamatosan elvárja, hogy felnézzenek rá és imitálják” olyanná nevelheti fiát, aki önmagát apja ’bábjaként’ kezdi tekinteni – aki élete korai szakaszában már megtanulja mások érzelmi szükségleteit önmaga szükségletei elé helyezni."
Alan Rappoport amerikai pszichológus szerint „a nárcisztikus szülők egy bizonyos viselkedést követelnek meg gyermekeiktől, mert  gyermekeiket saját énjük kiterjesztésének tekintik, akik szüleiket kell képviseljék a világban oly módon, miként az kielégíti a szülők érzelmi igényeit. Az ilyen „nárcisztikus szülő előszeretettel tekinti saját érdemeinek gyermeke sikereit, és a gyerek függetlenségét fenyegetésként és veszteségként érzékeli, mivel a gyerek a szülő önbecsülésének egy fontos forrásaként szolgált.”
„Ezek a személyiség jegyek a túlzóan nárcisztikus szülő részéről bizonyos értelemben tolakodó erőszakossághoz, egyéb tekintetben pedig teljes elhanyagoláshoz vezetnek. Ha a gyerek nem felel meg a szülők igényének, büntetésben részesül. E büntetésnek különböző formái lehetnek, többek közt testi fenyítés, dühkitörések, hibáztatás (bűnbak-csinálás), bűntudat-keltési kísérletek, a gyerek érzelmi elhanyagolása és kritizálása. A büntetés célja, annak formájától függetlenül, hogy kierőszakolja a gyermek engedelmességét a szülő nárcisztikus igényeit illetően."
Sam Vaknin szerint „a nárcisztikus szülő gyermekét önmaga kiterjesztéseként, önmaga nárcizmusát táplálandó forrásként használja.”
Alan Rappoport szerint "a nárcisztikus szülőre jellemző a gyermeke feletti túlzott kontroll, gyermeke hibáztatása, a szülő énközpontúsága, a szülő intoleranciája gyermeke nézőpontja iránt, a szülő érdektelensége gyermeke igényei és saját szülői viselkedése által gyermekére gyakorolt hatása iránt, és annak megkövetelése gyermekétől, hogy az olyan szülőként lássa, amelyként a szülő látszani kíván."
A dr. Karyl McBride által közölt tüneti lista (McBride, 2009) alapján, a nárcisztikus szülői viselkedésre jellemző többek közt:
- a szülő, ahelyett hogy saját érzelmeiért és tetteiért felvállalná a felelősséget, azt gyermekére hárítja,
- gyermeke manipulálása, hibáztatása, megszégyenítése,
- a szülő kontrollja alatt tartja gyermeke életét, gyakran az áldozat és mártír szerepében,
- a szülő "párkapcsolatot" akar gyermekétől, őrá a férjeként / feleségeként (partnereként) tekint (akár lány, akár fiú),
- a szülő csapkodja az ajtót, dühös; de a gyermeke érzéseit / érzelmet sosem hallgatja meg, nem tekinti őt / az érzelmeket valósnak, "Hazudsz!", holott épp a felnőtt hazudott a gyermeknek,
- A szülő pontosan tudja hogy lány (vagy épp fiú) gyermeke van, de érezteti a gyermekével hogy ő fiút (vagy épp lányt) akart és bűntudatot gerjeszt benne, mert lánynak született, amiről nem ő tehet,
- a szülő sokkolóval és pisztollyal (vagy más módon) fenyegeti gyermekét, kényszeríti valamire, hogy valamit megtegyen, ne tegyen, vagy eltűrjön,
- a szülő váltakozva despotikus és önző, majd depressziós,
- a szülő megköveteli, hogy körülötte forogjon a világ, ellentmondást nem tűr és gyermekével szemben minden úgy kell történjen, ahogy a szülő akarja,
- a szülő elsődleges szempontja környezetének véleménye (szomszédok, barátok, család, munkatársak),
- a szülő sértődékenysége és hosszan tartó haragtartása, ahelyett hogy megpróbálná a helyzetet feloldani,
- a szülő gyermekét tulajdonaként, vagy szolgájaként kezeli, és önmagát királynőnek/királynak képzeli,
- a szülő saját betegségeiért gyermekét okolja,
- a gyermek gyakran érzi, hogy szülei őszintétlenek vele, (szép életet ígértek neki, de túl hamar megismerte és felfedezte a gyermek az élet rossz oldalát, sőt elsőnek azt tapasztalta meg),
- már gyerekkorában a gyermek szülei érzelmi igényeit kell kielégítse (ide tartoznak az apák által elkövetett szexuális bűncselekmények, abúzusok is),
- a szülő gyermekét nem önmagáért "szereti", hanem valamely egyéb okból (pl.: annak tehetsége, vagy sikerei miatt)
- amikor gyermeke problémáit szeretné vele megosztani, a szülő azokra saját problémaival "válaszol",
- amikor gyermeke érzéseiről beszél neki, a szülő saját érzéseivel próbálja azokat felülmúlni ("Bezzeg nem voltál itt segíteni, amikor... De mert az a baj, hogy iskolában voltál... De te iskolába nem is jártál..."); egyik szava ellentmond a másiknak,
- a szülő féltékeny gyermeke egyes külső vagy belső tulajdonságaira, olykor egyenesen 'verseng' gyermekével, "Tiszta apja/anyja..." – amikor idegeneknek, a család barátainak beszél a gyermekéről,
- a szülő csak azokat a tulajdonságokat, jellemzőket, terveket, életformát, stb. támogatja gyermeke életében, amely szerinte őt "tökéletes szülőként" tükrözi kifelé. Amelynek ő akarja látni, láttatni a gyermekét,
- amikor valamely meghatározó negatív esemény éri gyermekét, a szülő reakciója arra irányul, hogy ez miként érinti őt magát és nem arra, hogy gyermeke miként érez emiatt,
- Amikor a szülő bűneit a gyermekére keni (A gyermek áztatta el a fürdőszobát... vagy: a gyermek összefirkált valamit, holott a gyermek nem vesz részt politikai megmozdulásokon.),
- Amikor a szülő visszaél a magasságával, testi adottságaival és érezteti a gyermekével, hogy ő még alacsony testmagasságú. Fenyegetőzik vele szemben.

## Kifejezések
- Aranygyermek: A nárcisztikus anya azonosul az aranygyermekkel és egészen addig privilégiumokat biztosít számára, amíg az azt teszi, amit ő akar. Az aranygyermek soha nem hibázik. Sokszor átveszi a bűnbak bántalmazását az anyától. [PAS szindróma]
- Parentifikáció: A szülő és a gyerek szerepek felcserélését takarja, ahol a gyereknek a saját szülője szülőjeként kell viselkednie. A gyerek olyan, életkorát meghaladó feladatokat kényszerül ellátni, amelyek a szülők kötelessége kellene hogy legyenek.
- Szimbiota nárcisztikus: A gyerekét a saját maga kiterjesztésének tekinti, aki nem önálló lény. Számára a gyerek arra van, felajánlja az egész életét a nárcisztikusnak, hogy az azon keresztül élhessen, ellenkező esetben a gyerek azzal van vádolva, hogy nem szereti a szüleit eléggé, és képtelen a szeretetre. Túlnyomórészt depresszív epizódjai vannak.[6]

## Fordítás
- Ez a szócikk részben vagy egészben  a   Narcissistic parent című angol Wikipédia-szócikk fordításán alapul.  Az eredeti cikk szerkesztőit annak laptörténete sorolja fel. Ez a jelzés csupán a megfogalmazás eredetét és a szerzői jogokat jelzi, nem szolgál a cikkben szereplő információk forrásmegjelöléseként.